# 留萌市立病院
留萌市立病院（るもいしりつびょういん）は、北海道留萌市にある医療機関。留萌市病院事業の設置等に関する条例（昭和41年12月19日条例第24号）により設置された留萌市立の病院である。1872年（明治5年）の官立札幌病院留萌出張所を起源とする。留萌第二次保健医療福祉圏（留萌振興局管内）の災害拠点病院であり、地域周産期母子医療センターの指定を受ける。2007年より地方公営企業法の「一部適用」から「全部適用」に移行した。

## 沿革
1872年に官立札幌病院の留萌出張所として出発した。
1907年に村立留萌病院として独立し、2年後の1909年に私立病院になった。
25年後の1934年に町立留萌病院として再び公立の病院になる。
戦後の1947年に留萌市の市制施行にともない留萌市立病院となる。
1965年に病院の改築工事に着工する。1967年に本館が完成し、留萌市立総合病院に改称した。
1973年には新館の工事に着工し、翌1974年に完成した。
1976年に自主財政再建5か年計画を策定し、財政悪化からの脱却をめざしたが、1979年に経営健全化団体に指定され、新たに経営健全化7年計画を策定する。その後1993年に経営改善推進会議を設置し、翌1994年に自主健全化5か年計画を策定する。
1996年に移転改築を決定し、1997年に東雲町で用地買収を始める。翌1998年に着工する。2000年に新病院の建物が完成する。2001年に外来診療を開始し、留萌市立病院に改称した。

## 診療科
- 内科
  - 総合内科
  - 消化器内科
  - 循環器内科
  - 呼吸器内科
  - 神経精神科
- 小児科
- 外科
- 整形外科
- 産婦人科
- 皮膚科
- 形成外科
- 泌尿器科
- 耳鼻咽喉科
- 眼科
- 脳神経外科
- 麻酔科

## 医療機関の指定等
- 保険医療機関
- 労災保険指定医療機関
- 指定自立支援医療機関（更生医療・育成医療・精神通院医療）
- 身体障害者福祉法指定医の配置されている医療機関
- 生活保護法指定医療機関
- 特定疾患治療研究事業委託医療機関
- 小児慢性特定疾患治療研究事業委託医療機関
- 災害拠点病院[1]
- へき地医療拠点病院
- 臨床研修指定病院
- 地域周産期母子医療センター
- 第二種感染症指定医療機関

## 近隣の施設
- 旧北海道留萌高等学校校舎
  - 留萌高校と留萌千望高校が統合し、同校は留萌千望高校校舎に移転して北海道留萌高等学校に改称　H30/4/1
- 陸上自衛隊留萌駐屯地
- 留萌自動車学校

## 交通アクセス
- 沿岸バス（同院の正面入口は同バス一般路線の発着地となっている）